# Myth II: Soulblighter
Myth II: Soulblighter je strategická videohra vyvinutá společností Bungie a vydaná v roce 1998. Je to sequel předchozí hry, Myth: The Fallen Lords. Byla vydána pro Windows, Mac OS a Linux. Jedná se o jednu z nejlépe hodnocených her vůbec některými herními kritiky, např. Gamespot.com.
Jak je zvykem v sérii Myth, jednotky nelze v hře vyrábět, nýbrž jsou přiděleny na počátku každého levelu (případně je fixní počet jednotek přidělen v průběhu levelu). V důsledku toho je hráč nucen volit jinou herní strategii než u klasických strategických her.